# Tyler Hansbrough
Andrew Tyler Hansbrough (Columbia, 3 de novembro de 1985) é um jogador norte-americano de basquetebol profissional, que atualmente defende a equipe do Fort Wayne Mad Ants na Liga de Desenvolvimento da NBA (NBA D-League).

## Estatísticas na NBA

### Temporada Regular
| Ano      | Equipe          | PJ  | PT | MPJ  | AP   | 3P   | LL   | RT  | AS  | BR  | TO  | PPJ  |
| -------- | --------------- | --- | -- | ---- | ---- | ---- | ---- | --- | --- | --- | --- | ---- |
| 2009-10  | Indiana Pacers  | 29  | 1  | 17.6 | .360 | .000 | .743 | 4.8 | 1.0 | 0.6 | 0.3 | 8.5  |
| 2010-11  | Indiana Pacers  | 70  | 29 | 21.9 | .465 | .000 | .779 | 5.2 | 0.6 | 0.5 | 0.2 | 11.0 |
| 2011-12  | Indiana Pacers  | 66  | 0  | 21.8 | .405 | .000 | .813 | 4.4 | 0.5 | 0.8 | 0.1 | 9.3  |
| 2012-13  | Indiana Pacers  | 81  | 8  | 16.9 | .432 | .000 | .720 | 4.6 | 0.4 | 0.4 | 0.2 | 7.0  |
| 2013-14  | Toronto Raptors | 64  | 4  | 15.3 | .474 | .000 | .681 | 4.5 | 0.3 | 0.4 | 0.3 | 4.9  |
| Carreira |                 | 310 | 42 | 18.8 | .432 | .000 | .752 | 4.7 | 0.5 | 0.5 | 0.2 | 8.1  |

### Playoffs
| Ano      | Equipe          | PJ | PT | MPJ  | AP   | 3P   | LL   | RT  | AS  | BR  | TO  | PPJ  |
| -------- | --------------- | -- | -- | ---- | ---- | ---- | ---- | --- | --- | --- | --- | ---- |
| 2010-11  | Indiana Pacers  | 5  | 5  | 32.8 | .333 | .000 | .889 | 5.4 | 1.0 | 1.2 | 0.0 | 11.2 |
| 2011-12  | Indiana Pacers  | 11 | 0  | 14.9 | .340 | .000 | .667 | 3.2 | 0.5 | 0.5 | 0.3 | 4.4  |
| 2012-13  | Indiana Pacers  | 19 | 0  | 12.7 | .419 | .000 | .591 | 3.2 | 0.3 | 0.3 | 0.0 | 4.1  |
| 2013-14  | Toronto Raptors | 3  | 0  | 9.7  | .333 | .000 | .833 | 2.0 | 0.3 | 0.0 | 0.0 | 2.3  |
| Carreira |                 | 38 | 5  | 15.7 | .366 | .000 | .685 | 3.4 | 0.4 | 0.4 | 0.1 | 5.0  |